# 헬로 돌리 (뮤지컬)
헬로 돌리(Hello, Dolly!)는 1964년 뮤지컬로 제리 허먼이 가사와 음악을 썼고 마이클 스튜어트가 책을 썼다. 손턴 와일더의 1938년 희극 "The Merchant of Yonkers"를 바탕으로 제작되었으며 와일더는 1954년 "The Matchmaker"를 수정하고 제목을 바꿨다. 이 뮤지컬은 "Dolly Gallagher Levi"의 이야기를 따라간다. 의지가 강한 중매인인 그녀는 비참한 "유명한 미혼 50만 장자" 호레이스 밴더겔더의 짝을 찾기 위해 뉴욕 용커스로 여행을 떠난다.
헬로 돌리는 1963년 11월 18일 디트로이트의 피셔 극장에서 데뷔했으며 가워 챔피언이 감독과 안무를 맡았고 데이비드 메릭이 프로듀싱했다. 무대 공연자 캐럴 채닝(Carol Channing)이 돌리 갤러거 레비(Dolly Gallagher Levi) 역을 맡아 전 세계 연극 관객들이 영원히 그녀와 연관시킬 역할을 맡았다. 이 쇼는 1964년 브로드웨이로 옮겨져 채닝(Channing)으로 최우수 뮤지컬과 뮤지컬 부문 여우주연상을 포함해 10개의 토니상을 수상했다. 획득한 상은 연극이 37년 동안 유지한 기록을 세웠다. 쇼 앨범 헬로 돌리 오리지널 캐스트 녹음(Original Cast Recording)은 2002년 그래미 명예의 전당에 입성했다. 이 앨범은 1964년 6월 6일 빌보드 앨범 차트에서 1위에 올랐고 다음 주에는 루이 암스트롱의 앨범 "Hello, Dolly!"로 대체되었다. 루이 암스트롱은 또한 쇼의 영화 버전에 출연하여 "Hello, Dolly!"라는 노래의 일부를 연주했다.
이 쇼는 4번의 브로드웨이 부활과 국제적인 성공을 거두며 가장 지속적인 뮤지컬 극장 히트작 중 하나가 되었다. 1969년 영화 헬로 돌리로도 제작되었다. 20세기 폭스가 제작한 이 작품은 뮤지컬 사진상을 포함해 3개의 아카데미상을 수상했으며, 제42회 아카데미 시상식에서 최우수 작품상을 포함해 4개 부문에 후보로 올랐다.